# Goal of the Dead
Goal of the Dead è un film del 2014, diretto da Thierry Poiraud e Benjamin Rocher.

## Trama
La squadra di calcio della Olympique de Paris fa tappa in un paesino del nord della Francia per giocare una partita ma a causa di una misteriosa infezione i giocatori e gli abitanti del luogo si trasformano in zombie famelici.

## Produzione
L'opera è stata scritta da Tristan Schulmann, Marie Garel Weiss, Quoc Dang Tran, Ismaël Sy Savané e Laetitia Trapet; tra gli interpretati figurano Alban Lenoir, Charlie Bruneau, Tiphaine Daviot, Ahmed Sylla e Alexandre Philip.

## Distribuzione
Goal of the Dead è stato presentato per la prima volta il 27 febbraio 2014 in Francia, dove è stato pubblicato come due film separati. I due film furono successivamente riuniti per le proiezioni del festival.

## Accoglienza
Jordan Mintzer di The Hollywood Reporter lo ha definito un film "divertente e sanguinoso". Andrew Pollard di Starburst lo ha valutato con 8/10 stelle e ha scritto: "Nonostante la sua trama ridicola, Goal of the Dead è un film estremamente divertente."